# Agrippine (film, 1911)
 (juillet 2025).
Pour les articles homonymes, voir Agrippine.
Pour plus de détails, voir Fiche technique et Distribution.
Agrippine (titre original : Agrippina) est un film italien réalisé par Enrico Guazzoni sorti en 1911. 

## Synopsis
À la mort de son mari, l'empereur Claude, Agrippine, sa seconde femme, impose au Sénat l'élection de son fils Néron au détriment de Britannicus, l'héritier légitime du trône impérial.

## Fiche technique
- Titre original : Agrippina
- Réalisation : Enrico Guazzoni
- Scénario : Enrico Guazzoni
- Société de production : Società Italiana Cines
- Société de distribution : Società Italiana Cines
- Pays d'origine :  Royaume d'Italie
- Langue : italien
- Format : Noir et blanc – 1,33:1 – 35 mm – Muet
- Genre : Reconstitution historique, film épique
- Longueur de pellicule : 379 m (Italie)
- Durée : 19 minutes
- Année : 1911
- Dates de sortie :
  -  Royaume-Uni : 7 janvier 1911
  -  France : 13 janvier 1911
  -  Empire allemand : 11 février 1911
- Autres titres connus :
  -  Royaume-Uni : Agrippina
  -  Empire allemand : Agrippina
  -  Pays-Bas : Keizerin Agrippina
  -  Espagne : Agripina

## Distribution
- Maria Caserini : Agrippine (Agrippina)
- Amleto Novelli : Britannicus (Britannico)
- Adele Bianchi Azzarili : Locuste (Locusta)
- Cesare Moltini : Anicet (Aniceto)
- Giovanni Dolfini : un esclave